# Äppelholmen
Äppelholmen är en ö i Åland (Finland). Den ligger i Skärgårdshavet och i kommunen Finström i landskapet Åland, i den sydvästra delen av landet. Ön ligger omkring 18 kilometer norr om Mariehamn och omkring 280 kilometer väster om Helsingfors.
Öns area är 15,3 hektar och dess största längd är 0,7 kilometer i nord-sydlig riktning. Ön höjer sig omkring 20 meter över havsytan. I omgivningarna runt Äppelholmen växer i huvudsak barrskog.
Runt Äppelholmen är det glesbefolkat, med 19 invånare per kvadratkilometer.